# Antonia Iacobescu
Antonia Clara Iacobescu, née le 12 avril 1989 à Bucarest, est chanteuse et mannequin roumaine, connue sous le nom d'Antonia.

## Biographie
Sa famille déménage aux États-Unis quand elle a cinq ans. Elle passe son enfance dans l'Utah, chante à partir de dix ans ; la culture américaine influence fortement son style musical. Elle termine ses études secondaires à Las Vegas et entre dans le monde du mannequinat. Elle participe à des séances photo pour des catalogues et collabore avec des agences américaines telles que Lenz et Ford Models.  À 18 ans, la famille est expulsée d'Amérique.
En 2013, elle lance sa ligne de vêtements appelée MOJA.

## Carrière
En 2009, elle rencontre le producteur roumain Tom Boxer par l'intermédiaire d'un ami qui l'avait entendue chanter. Ils créent leur première chanson Roses on Fireet font un clip vidéo pour la chanson, réalisé par Boxer.
En 2011, elle sort un single Pleacă avec le groupe Vunk. Au milieu de l'été 2012, Antonia sort la chanson promotionnelle I got you et le single Jameia, ce dernier atteignant la 5e place en Roumanie.
Après la naissance de son premier enfant, Antonia revient à la musique en tant que chanteuse solo. Elle sort Marionette, écrit par le producteur néerlandais Afrojack. Le single Marabou est numéro un des ventes en Roumanie.
En 2014, elle participe en tant que jurée à l'émission télévisée Kids Sing, diffusée par Kanal D. Le 17 avril 2015, Antonia sort son premier album This Is Antonia chez le label roumain Roton. En 2017, Antonia participe avec Alex Velea en tant que candidats à l'émission Look Who's Dancing sur Pro TV. Aussi, en 2017 et 2018, elle fait partie du jury de l'émission télévisée The Four, diffusée par Antena 1.

## Vie privée
Antonia épouse l'homme d'affaires italien Vincenzo Castellano en 2011. Ils ont une fille ensemble, Maya Rosario Castellano (née en 2010). Ils se séparent en 2013, le divorce est prononcé en 2020 ; la fille vit en Italie avec le papa.
En 2013, Antonia commence une relation avec le chanteur roumain Alex Velea, avec qui elle a deux enfants, Dominic (né en 2014) et Akim (né en 2016). Ils annoncent leur mariage en juillet 2021.

## Discographie
Album
- 2015 : This Is Antonia

Singles
- 2009: Roses on fire (feat. Pink Room)
- 2010: Morena (feat. Tom Boxer)
- 2011: Shake it Mamma (feat. Tom Boxer)
- 2011: Marionette
- 2011: Santa Baby
- 2011: The Christmas Song
- 2011: Pleacă (feat. Vunk)
- 2012: I Got You
- 2012: Jameia
- 2013: Marabou
- 2013: Hawaii
- 2013: Hurricane (feat. Puya)
- 2014: Întoarce-te acasă (feat. Holograf)
- 2014: Wild Horses (feat. Jay Sean)
- 2014: Fie ce-o fi (feat. Inna, Dara & Carla's Dreams)
- 2015: Chica Loca
- 2015: Dream about my face
- 2016: Greșesc
- 2016: Vorbește lumea
- 2016: Sună-mă (feat. Carla's Dreams)
- 2016: Get up and Dance (feat. Achi)
- 2017: Dor de tine
- 2017: Amya
- 2017: Iubirea mea (feat. Alex Velea)
- 2018: Adio (feat. Connect-R)
- 2018: Tango
- 2018: Hotel Lounge
- 2018: Matame (feat. Erik Frank)
- 2019: În oglindă
- 2019: Touch me
- 2019: Trika Trika (feat. Faydee)
- 2020: Lie I Tell Myself
- 2020: Como ay
- 2020: Muți
- 2020: Rebound
- 2021: Taifun
- 2021: Dinero (feat. Yoss Bones)
- 2021: Typhoon (feat. ToTo H)
- 2021: Imi Placi Tu
- 2021: I Think I Love Him
- 2021: Take Me Somewhere
- 2021: Benny Hana (feat. Pitt Leffer & Guilty Pleasure)
- 2021: Amor
- 2022: Complicated (feat. Arkanian)
- 2022: Una Favela (feat. Qodës)
- 2022: Send Me Your Love (feat. Gromee)
- 2022: Tranquilo Papi (feat. Alex Velea)
- 2022: Clap Clap (feat. Gran Error & Elvana Gjata)
- 2022: Ibiza
- 2024 :eRAI (Delia x ANTONIA)
- 2024: Prieteni
- 2024 : Ploi de Tequila